# Parabaissaeshna
Parabaissaeshna – wymarły rodzaj ważki.
Pozostałości nieznanego wcześniej nauce owada paleontolodzy-amatorzy Frank Pedersen i Viggo Pedersen znaleźli na wyspie Mors na północy Danii, w Jutlandii, w zachodnim regionie Limfjord, nieopodal wsi Ejerslev (współrzędne 56,93° N, 8,91° E). Szczątki spoczywały pośród  porowatych, szarych bądź żółtawobiałych zależnie od wilgotności, poprzetykanych wulkanicznym popiołem skał formacji Fur, wśród wapiennych konkrecji około 2 m powyżej warstwy Ash 11 w diatomitach górnej warstwy ogniwa Knudeklint. Dzięki bruzdnicom udało się datować rzeczone skały na wczesny eocen, a dokładniej na początek iprezu, pomiędzy 56,0–54,5 miliona lat temu, nieznacznie powyżej skał powstałych w czasach paleoceńsko-eoceńskiego optimum termicznego. Powstały one w morzu głębokim na kilkaset metrów, jakieś 100 km od wybrzeża Skandynawii, z którego pochodziły szczątki organizmów. Wraz z formacją Ølst dostarczały one już wcześniej skamieniałości najstarszych paleogeńskich owadów, zaliczanych do 15 rzędów i 200 gatunków. Wśród nich wymienia się ważki równoskrzydłe, prostoskrzydłe, chrząszcze, sieciarki. Prócz tego znaleziono tam pozostałości roślin: paproci, sosen, cyprysowatych, miłorzębów.
Nowe szczątki obejmowały świetnie zachowane przednie skrzydło. Mierzy ono 45,0 mm długości przy maksymalnej szerokości 10,4 mm. Okazało się, że znaleziono okaz należy do ważek z rodziny żagnicowatych, udało się nawet zaliczyć go do podrodziny Aeshninae i plemienia Allopetaliini. Jednakże okaz wykazywał także cechy odróżniające go od poprzednio znanych rodzajów ważek i dlatego umieszczono go w nowym rodzaju. Kreatorzy nazwali go Parabaissaeshna ze względu na pokrewieństwo z rodzajem Baissaeshna, znanym z okresu kredowego. W obrębie rodzaju wyróżniono pojedynczy gatunek Parabaissaeshna ejerslevense. Kreatorzy podają, jakoby epitet gatunkowy był rzeczownikiem w dopełniaczu pochodzącym od miejsca znalezienia pozostałości. Holotyp skatalogowano jako MGUH 33076, znajduje się on pod opieką Muzeum Historii Naturalnej Danii w Kopenhadze.
Kretorzy rodzaju wskazują, że znalezienie w skałach eocenu ważki blisko spokrewnionej z kredową Baissaeshna wskazuje na przetrwanie tej linii wymierania kredowego.
Podobieństwo do Parabaissaeshna wykazuje opisana później w tym samym roku z Ameryki Północnej również wczesnoeoceńska Ypshna.